# UBE1L2
UBE1L2‏ (Ubiquitin like modifier activating enzyme 6) هوَ بروتين يُشَفر بواسطة جين UBE1L2 في الإنسان.